# Laudot
Der Laudot ist ein Fluss in Frankreich, der in der Region Okzitanien verläuft. Er entspringt im Regionalen Naturpark Haut-Languedoc, im Gemeindegebiet von Les Cammazes, entwässert trotz einiger Schleifen generell in nordwestlicher Richtung und mündet nach rund 23 Kilometern im Gemeindegebiet von Garrevaques als linker Nebenfluss in den Sor. Auf seinem Weg tangiert der Laudot die Départements Tarn, Aude und Haute-Garonne.

## Wasserversorgung des Canal du Midi
Im Zuge der Errichtung des Canal du Midi durch Vauban wurden mehrere Wasserversorgungskanäle errichtet, die das für den Kanalbetrieb erforderliche Wasser aus dem Berggebiet der Montagne Noire sammeln. Einer dieser Kanäle, die Rigole de la Montagne Noire, wird seit Errichtung eines 122 Meter langen und drei Meter breiten Tunnels im Jahr 1688, in den Quellbach des Laudot eingeleitet.
Auch das Reservoir von Saint-Ferréol wurde im 17. Jahrhundert zur besseren Vorratshaltung der Wassermengen für den jeweiligen Bedarf errichtet.
Bei Les Thoumazes (Gemeinde Saint-Félix-Lauragais) quert der Laudot einen weiteren Wasserversorgungskanal, die Rigole de la Plaine. Hier gibt es eine Schleusenanlage (43° 25′ 47″ N, 1° 57′ 18″ O), mit deren Hilfe das Wasser je nach Bedarf umgeleitet werden kann und auf diesem Weg bei der Seuil de Naurouze den Canal de Midi erreicht.

## Orte am Fluss
(Reihenfolge in Fließrichtung)
- Les Cammazes
- Bascaud, Gemeinde Les Brunels
- Saint-Ferréol, Gemeinde Revel
- Vaudreuille
- Les Thoumazes, Gemeinde Saint-Félix-Lauragais
- Le Riou, Gemeinde Roumens
- Garrevaques